# Coelioxys humahuakae
Coelioxys humahuakae is een vliesvleugelig insect uit de familie Megachilidae. De wetenschappelijke naam van de soort is voor het eerst geldig gepubliceerd in 1909 door Holmberg.